# Litvinénkove
Litvinénkove (en (ucraïnès): Литвиненкове, en rus: Литвиненково, Litvinénkovo) és un poble de la República Autònoma de Crimea a Ucraïna, que el 2014 tenia 1.439 habitants. Pertany al districte de Bilogorsk.